# 주간주행등

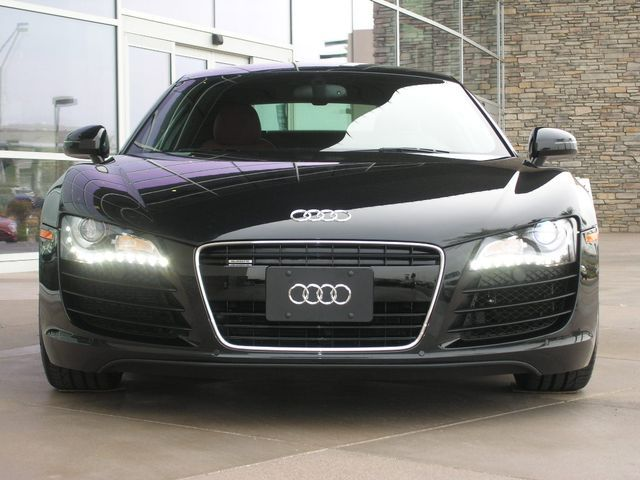
주간주행등이 켜진 아우디 R8

주간주행등(영어: Daytime running light)은 자동차의 전조등 주변에 달려 있는 작은 등이며, 시동을 걸면 자동으로 켜지는 램프이다. 대한민국의 경우, 악천후나 터널 주행 때 낮에도 전조등을 켜지 않으면 범칙금을 물리도록 돼 있는 것이 잘 지켜지지 않자 대한민국 정부가 대안으로 들고 나온 것이다. 낮에도 주행등을 켜면 보행자나 다른 운전자에게 식별이 잘 되는 것은 물론, 졸음 운전도 줄여준다. 유럽, 미국, 캐나다 등에서 먼저 의무화하여 교통 사고가 평균 5% 이상 줄었고 뒤이어 대한민국도 2015년 7월 1일부터 출시되는 모든 국산차와 수입차에 전조등과는 별도로 주간주행등을 의무적으로 달게 하여 교통 사고를 19% 이상 줄일 계획에 있다.

## 같이 보기
- 하이든 헤드램프